# Scottish Third Division 2007-2008
La Scottish Third Division 2007-2008 è stata la 14ª edizione del torneo e ha rappresentato la quarta categoria del calcio scozzese.

## Squadre partecipanti
| Squadra            | Città         | Stadio              | Posizione 2006-2007                                               |
| ------------------ | ------------- | ------------------- | ----------------------------------------------------------------- |
| Albion Rovers      | Coatbridge    | Cliftonhill Stadium | 6º posto                                                          |
| Arbroath           | Arbroath      | Gayfield Park       | 2º posto                                                          |
| Dumbarton          | Dumbarton     | Boghead Park        | 5º posto                                                          |
| East Fife          | Methil        | Bayview Stadium     | 4º posto                                                          |
| East Stirlingshire | Falkirk       | Firs Park           | 10º posto                                                         |
| Elgin City         | Elgin         | Borough Briggs      | 9º posto                                                          |
| Forfar Athletic    | Forfar        | Station Park        | 10º posto in Scottish Second Division 2006-2007                   |
| Montrose           | Montrose      | Links Park          | 8º posto                                                          |
| Stenhousemuir      | Stenhousemuir | Ochilview Park      | 7º posto                                                          |
| Stranraer          | Stranraer     | Stair Park          | 9º posto in Scottish Second Division 2006-2007, perdente play-out |

## Classifica finale
|  | Pos. | Squadra            | Pt | G  | V  | N  | P  | GF | GS | DR  |
|  | ---- | ------------------ | -- | -- | -- | -- | -- | -- | -- | --- |
|  | 1.   | East Fife          | 88 | 36 | 28 | 4  | 4  | 77 | 24 | +53 |
|  | 2.   | Stranraer          | 65 | 36 | 19 | 8  | 9  | 65 | 43 | +22 |
|  | 3.   | Montrose           | 59 | 36 | 17 | 8  | 11 | 59 | 36 | +23 |
|  | 4.   | Arbroath           | 52 | 36 | 14 | 10 | 12 | 54 | 47 | +7  |
|  | 5.   | Stenhousemuir      | 48 | 36 | 13 | 9  | 14 | 50 | 59 | −9  |
|  | 6.   | Elgin City         | 47 | 36 | 13 | 8  | 15 | 56 | 68 | −12 |
|  | 7.   | Albion Rovers      | 37 | 36 | 9  | 10 | 17 | 51 | 68 | −17 |
|  | 8.   | Dumbarton          | 37 | 36 | 9  | 10 | 17 | 31 | 48 | −17 |
|  | 9.   | East Stirlingshire | 34 | 36 | 10 | 4  | 22 | 48 | 71 | −23 |
|  | 10.  | Forfar Athletic    | 33 | 36 | 8  | 9  | 19 | 35 | 62 | −27 |

Legenda:

      Campione di Third Division e promossa in Second Division
      Ammesse ai play-off per la Second Division
Note:

Tre punti a vittoria, uno a pareggio, zero a sconfitta.

## Play-off promozione
Ai play-off partecipano la 2ª, 3ª e 4ª classificata della Third Division (Stranraer, Montrose, Arbroath) e la 9ª classificata della Second Division 2007-2008 (Cowdenbeath).

### Semifinali
| Squadra 1 | Totale | Squadra 2   | Andata | Ritorno |
| --------- | ------ | ----------- | ------ | ------- |
| Arbroath  | 3 – 2  | Cowdenbeath | 1 – 1  | 2 – 1   |
| Montrose  | 1 – 4  | Stranraer   | 1 – 1  | 0 - 3   |

### Finale
| Squadra 1 | Totale | Squadra 2 | Andata | Ritorno |
| --------- | ------ | --------- | ------ | ------- |
| Arbroath  | 2 – 1  | Stranraer | 2 – 0  | 0 – 1   |